# Speiredonia ibanorum
Speiredonia ibanorum là một loài bướm đêm thuộc họ Erebidae. Loài này có ở Borneo.
Chiều dài cánh trước là 24.5 mm đối với con đực và 27.5 mm đối với con cái.